# Hump de Bump
Hump de Bump is een nummer van de Red Hot Chili Peppers en de vijfde single van het album Stadium Arcadium.

## Geschiedenis
De originele titel van het nummer was "Ghost Dance 2000", omdat de baslijn sterk lijkt op die van American Ghost Dance, een nummer van hun album Freaky Styley. Uiteindelijk werd de titel "Hump de Bump" gekozen.
Eerst was het idee om Hump de Bump als vierde single in de Verenigde Staten uit te brengen en in Europa Desecration Smile als vierde. Maar men is hiervan toch afgestapt en het zijn twee internationale hits geworden. De single Hump de Bump kwam uit op 7 april 2007.

## Videoclip
De videoclip voor Hump de Bump werd eind december 2006 opgenomen en werd geregisseerd door Chris Rock. De clip speelt zich af op een straatfeest, ergens in een Amerikaanse stadswijk (op de set van Everybody Hates Chris) met in de rol Chris Rock als zichzelf, die door een bewaker (Craig Robinson) van zijn eigen feest wordt tegengehouden. De band voert het nummer op op het feest. De clip lijkt veel op een stereotiepe rap-videoclip.

## Hitlijsten
Hump de Bump werd niet zo'n groot succes als zijn voorgangers Snow ((Hey Oh)) en Desecration Smile. In de Nederlandse Top 40 kwam het nummer slechts tot plaats 29, en het was na vier weken weer verdwenen. Ook in het Verenigd Koninkrijk kwam het nummer in de Top 50 slechts tot 41, de Billboard Hot 100 is (nog) niet gehaald.
| Hump de Bump in de Nederlandse Top 40 | Hump de Bump in de Nederlandse Top 40 | Hump de Bump in de Nederlandse Top 40 | Hump de Bump in de Nederlandse Top 40 | Hump de Bump in de Nederlandse Top 40 | Hump de Bump in de Nederlandse Top 40 |
| Week                                  | 1                                     | 2                                     | 3                                     | 4                                     |                                       |
| ------------------------------------- | ------------------------------------- | ------------------------------------- | ------------------------------------- | ------------------------------------- | ------------------------------------- |
| Nummer                                | 36                                    | 29                                    | 31                                    | 36                                    | uit                                   |

## Tracklists

### cd-single 1
1. "Hump de Bump" – 3:33
2. "Joe" – 3:54
3. "Save This Lady" – 4:17

### cd-single 2
1. "Hump de Bump" – 3:33
2. "An Opening" (Live)

### VK Single
1. "Hump de Bump" – 3:33
2. "An Opening" (Live)
3. "Blood Sugar Sex Magik" (Live)

### Internationale Maxi CD
1. "Hump de Bump" – 3:33
2. "An Opening" (Live)
3. "Blood Sugar Sex Magik" (Live)

### Internationale 7" Picture Disc
1. "Hump de Bump" – 3:33
2. "An Opening" (Live)